# Autonomes Adenom

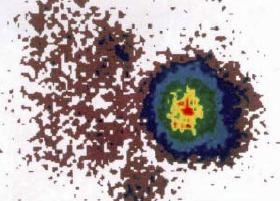
Szintigrafie eines autonomen Adenoms

Ein autonomes Adenom ist eine Erkrankung der Schilddrüse und bezeichnet einen gutartigen, vom Drüsenepithel ausgehenden Knoten aus autonomem Schilddrüsengewebe. Synonyme Bezeichnungen sind heißer Knoten, fokale Autonomie oder Morbus Plummer (nach dem US-amerikanischen Internisten und Endokrinologen Henry Stanley Plummer).
Ein autonomes Adenom produziert ebenfalls die Schilddrüsenhormone Trijodthyronin (T3) und Thyroxin (T4), unterliegt aber nicht mehr der normalen Regulation durch die Hypophyse. Die Zellen des autonomen Adenoms produzieren Schilddrüsenhormone nicht mehr nach Bedarf, sondern unabhängig von der benötigten Menge. Es stellt sich in der Schilddrüsenszintigrafie als „heißer Knoten“ dar.

## Einteilung
Die Schilddrüsenautonomie wird in drei Klassen eingeteilt:
- Eine unifokale Autonomie bezeichnet einen solitären Knoten (autonomes Adenom, Häufigkeit circa 30 Prozent – als ursächlich werden konstitutiv aktivierende Mutationen im Gen des Gs-α-Proteins oder des Thyreotropin-Rezeptors angesehen).
- Die multifokale Autonomie bezeichnet mehrere autonome Knoten, die über die Schilddrüse verteilt sind (zwei bis drei Knoten circa 50 Prozent; mehr als drei Knoten weitere 20 Prozent). Diese Form ist auch die häufigste Ursache für eine Hyperthyreose bei Katzen.
- Die disseminierte Autonomie bezeichnet im strengen Wortsinn eine engmaschige Verteilung autonomer Zellgebiete, die schwer vom Morbus Basedow zu unterscheiden ist (selten, Häufigkeit größer als ein Prozent der Autonomien).
- Das gleichzeitige Auftreten von Morbus Basedow und Schilddrüsenautonomie heißt Marine-Lenhart-Syndrom.

Außerdem wird nach Stoffwechsellage unterschieden, ob eine Schilddrüsenüberfunktion (Hyperthyreose, toxisches Adenom oder „toxischer Knoten“) oder eine normale Funktion (Euthyreose, „nichttoxischer Knoten“) vorliegt.
Der Anteil von autonomen Adenomen bei Hyperthyreose liegt, je nach geografischem Gebiet, zwischen circa 15 und 50 Prozent. In Jodmangelgebieten ist eine signifikante Häufung zu beobachten. Außerdem werden autonome Adenome vor allem ab 40 Jahren auffällig und die Krankheit tritt bei Frauen etwa sechs Mal häufiger auf als bei Männern.

## Symptome
Autonome Adenome können ohne klinische Symptome vorkommen. Bei diesen Euthyreoten Adenomen ist der TSH-Wert normal. Sie sollten einer regelmäßigen Kontrolle unterliegen. Ist der TSH-Wert erniedrigt, liegt eine latente Hyperthyreose vor, die medikamentös behandelt werden sollte.
Adenome mit einer Hyperthyreose sind mit und ohne Patientenbeschwerden möglich, weisen aber in der Regel erhöhte Schilddrüsenwerte auf.
Mögliche Symptome können sein:
- Nervosität, Ruhelosigkeit, Schlaflosigkeit
- Gewichtsverlust trotz vermehrtem Appetit
- Wärmeunverträglichkeit, vermehrtes Schwitzen
- vermehrte Darmentleerungen, eventuell mit Durchfall
- Haarausfall
- Zyklusunregelmäßigkeiten bei Frauen
- Muskelkrämpfe

## Diagnose
Die Diagnose wird nach ausführlicher Anamnese, Labordiagnostik, Sonografie und Szintigrafie gestellt.
Bei der Anamnese sollte nach Hyperthyreosesymptomen und Jodexposition gefragt werden. Die Schilddrüse muss palpatorisch untersucht werden und die Augen des Patienten sollten betrachtet werden (Ausschluss von Morbus Basedow). Weithin ist ein erhöhter Ruhepuls ein Hinweis auf eine Hyperthyreose.
Bei den Laborwerten geben TSH, T3, T4, und eventuell Schilddrüsen-Antikörper (Ausschluss von Autoimmunerkrankungen) Hinweise.
Bei einer Sonographie wird nach Knoten gesucht. Ab einer Knotengröße von 1 cm sollte eine Schilddrüsenszintigraphie durchgeführt werden.
Bei dieser Szintigrafie wird die Funktion des Schilddrüsengewebes durch Gabe einer kleinen Menge radioaktiven Technetiums dargestellt. Das Technetium wird dabei über denselben Mechanismus wie Jod in die Schilddrüsenzellen aufgenommen (Natrium-Jodid-Symporter).

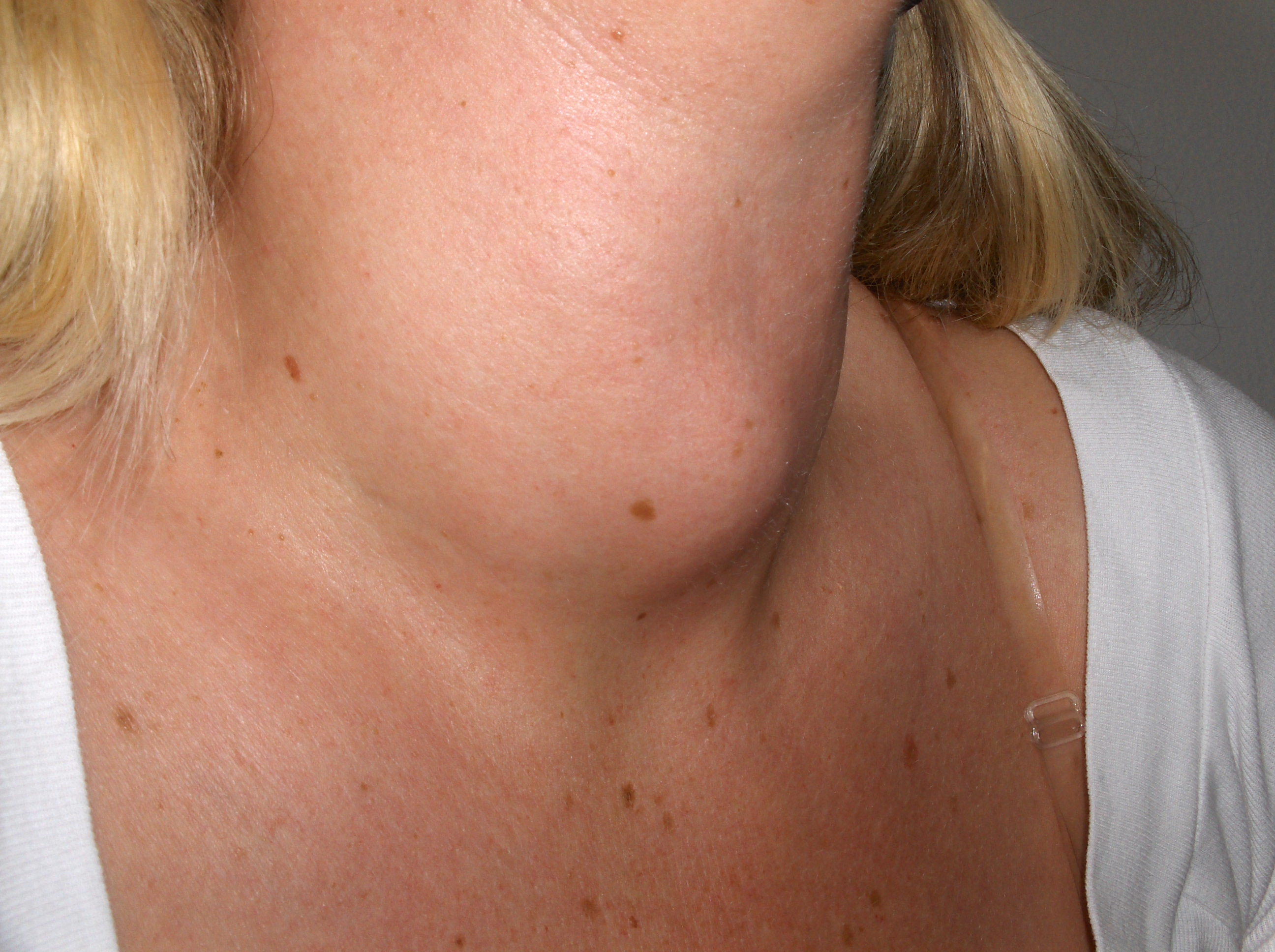
Sicht- und tastbar vergrößerte Schilddrüse mit Knoten vor der Luftröhre (prätracheal).
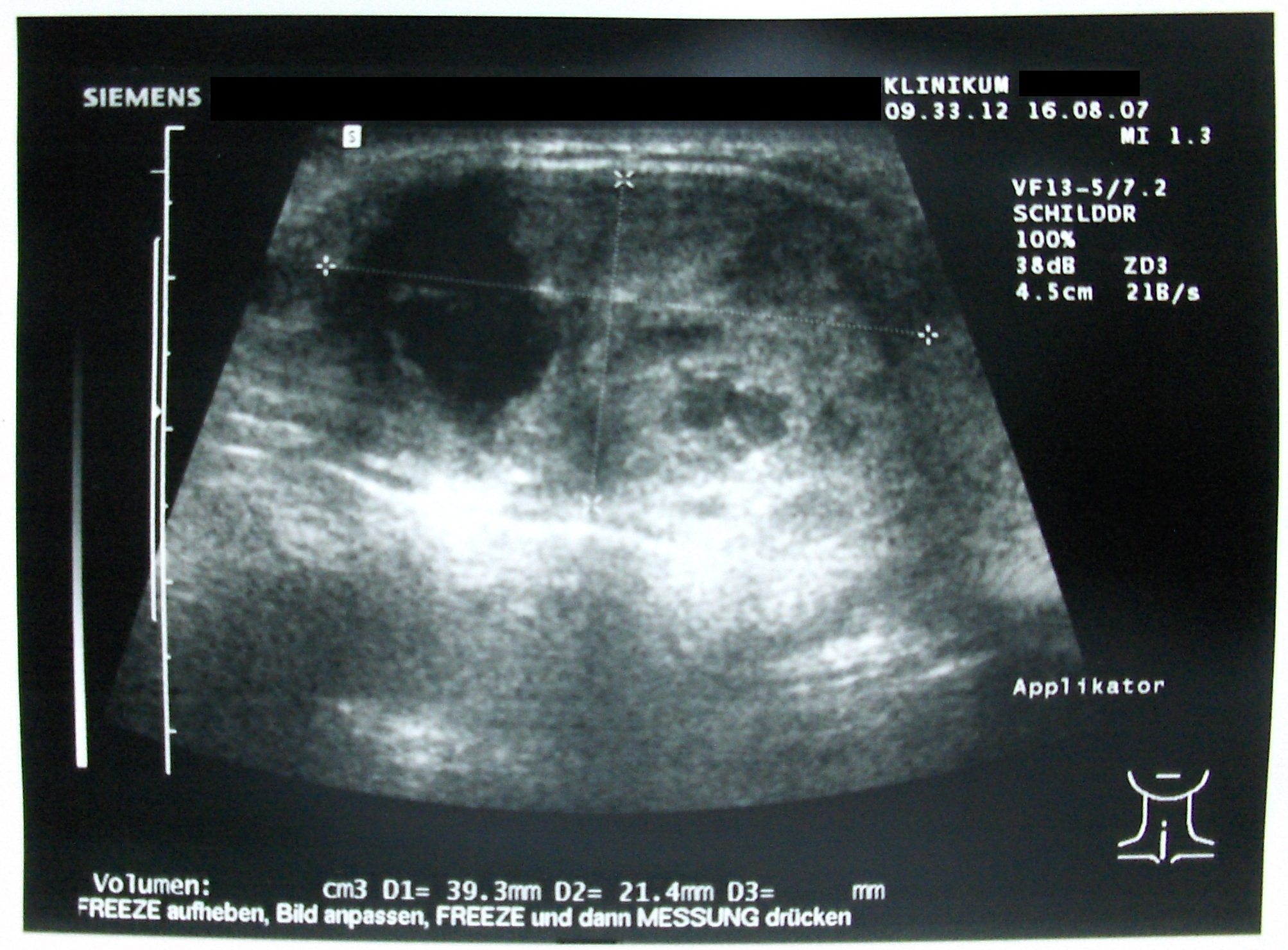
Im Sonogramm stellt sich der Knoten teilweise zystisch umgewandelt dar.
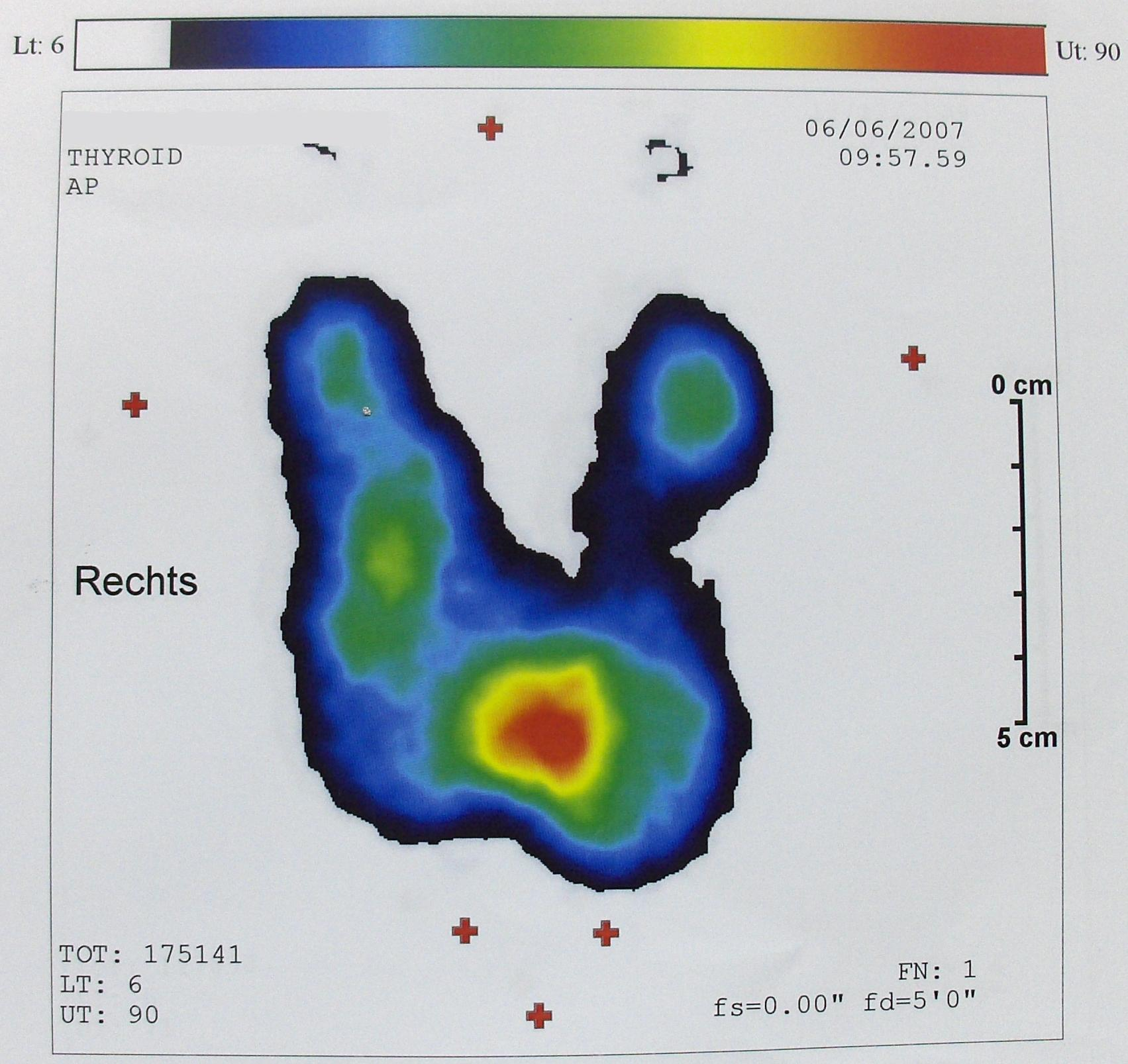
In der Schilddrüsenszintigraphie mit 99mTechnetium zeigen sich vier autonome Adenome.
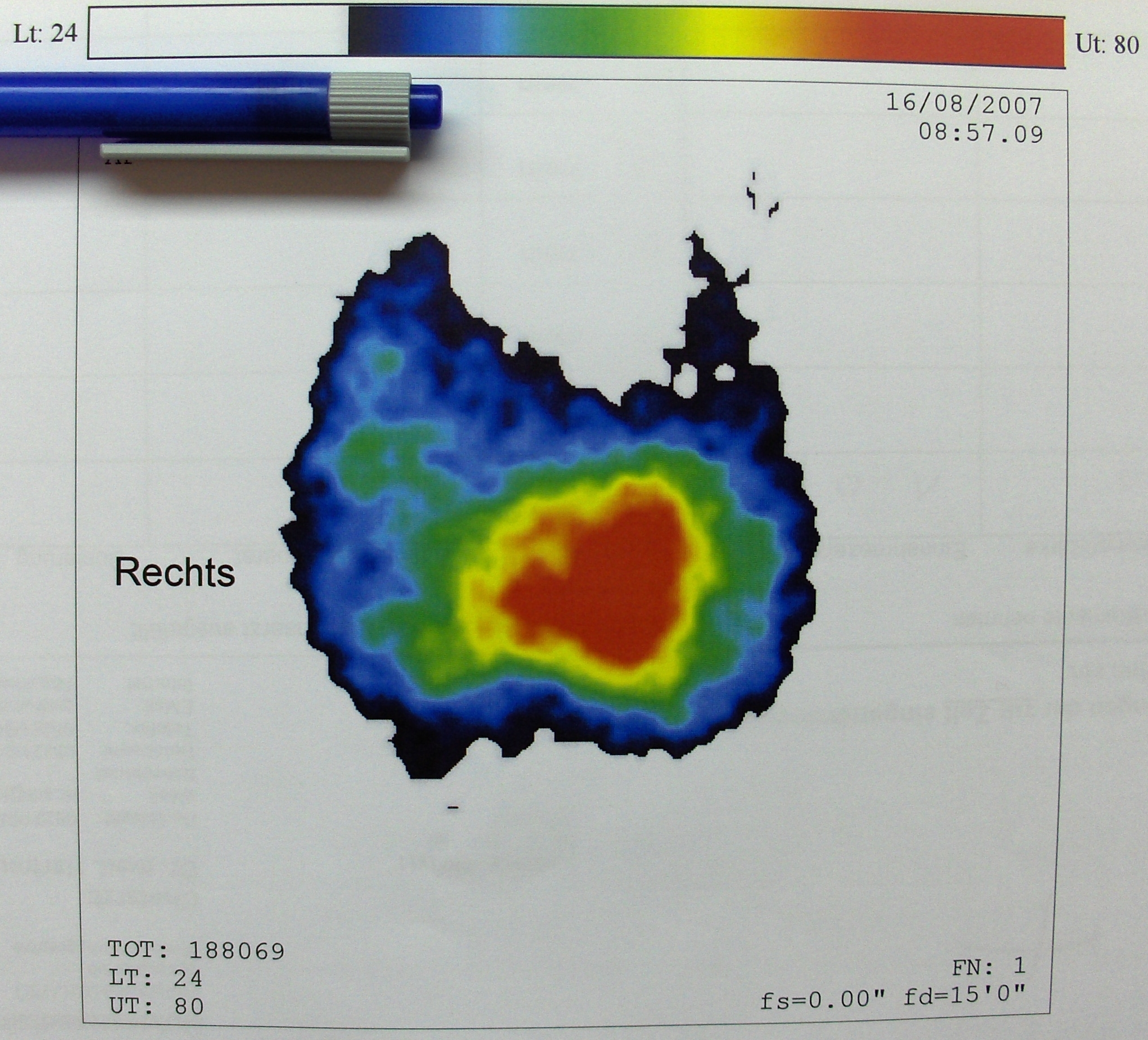
In der Szintigraphie mit 131Jod zur Vorbereitung der Radiojodtherapie ist das Adenom prätracheal führend.

## Therapie

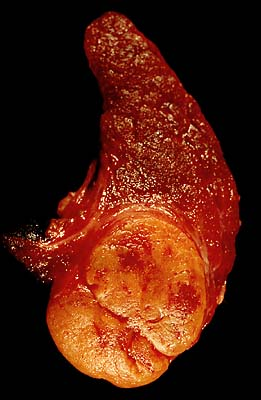
Präparat eines operativ entfernten Adenoms der Schilddrüse

Bei symptomfreien euthyreoten Patienten ist keine Therapie notwendig. Allerdings sollte eine regelmäßige Kontrolle – mindestens einmal jährlich – der Schilddrüsenwerte erfolgen. Die Patienten sollten über die Probleme der Jodüberladung informiert werden.
Bei einer latenten oder manifesten Hyperthyreose muss eine Therapie erfolgen. Diese kann mittels einer Operation, medikamentös, per Radiojodtherapie oder alternativ mit einer perkutanen Alkoholinjektion erfolgen. Die medikamentöse Behandlung stellt meist die erste Stufe der Behandlung dar. Dabei wird die autonome Schilddrüse durch bremsende Medikamente wie Thiamazol oder Propylthiouracil daran gehindert, aufgenommenes Jod zu verarbeiten.
Eine Operation wird beispielsweise bei großer Struma, die mechanische Probleme verursacht, gleichzeitig vorhandenem kalten Knoten oder nach erfolglosen anderen Therapieformen angewandt. Diese Therapieform hat den Vorteil einer schnellen und endgültigen Hilfe, birgt aber auch alle Gefahren einer Operation, darunter die Möglichkeit einer Verletzung der Stimmbandnerven und/oder die Mitentfernung der Nebenschilddrüse.